# Anja Kofbinger

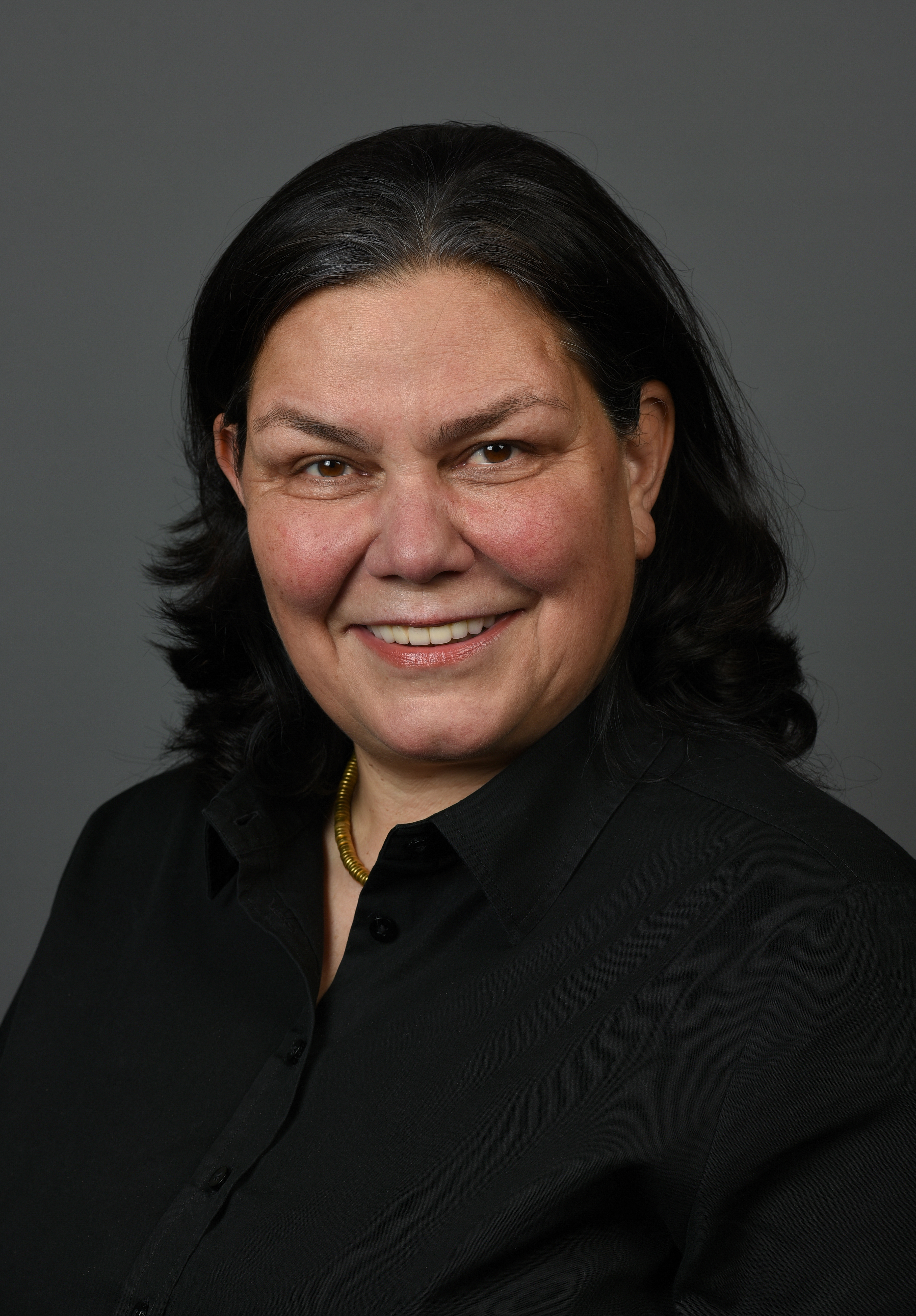
Anja Kofbinger, 2017

Anja Kofbinger (* 11. Januar 1960 in Gelsenkirchen) ist eine deutsche Politikerin und Mitglied von Bündnis 90/Die Grünen. Sie war von 2006 bis 2021 Mitglied des Abgeordnetenhauses von Berlin und dort stellvertretende Vorsitzende der Fraktion von Bündnis 90/Die Grünen sowie Sprecherin für Frauen- und Queerpolitik. Sie war bis 2021 Vorsitzende im Ausschuss für Arbeit, Integration & Frauen und Mitglied im Petitionsausschuss.

## Beruf und Ausbildung
Nach dem Schulbesuch in Dorsten begann sie bei der Stadtverwaltung eine Ausbildung als Vermessungstechnikerin, die sie 1979 abschloss. Anschließend besuchte sie das Heisenberg-Gymnasium in Gladbeck, wo sie 1982 Abitur machte. In den Jahren 2001 bis 2003 absolvierte sie eine Fortbildung zur Projektmanagerin.

## Partei und Politik
Nach ihrem Umzug nach Berlin 1987 begann sie sich politisch zu engagieren. Zunächst parteilos, ab 1990 auch als Mitglied widmete sie sich bei der Berliner Alternativen Liste für Demokratie und Umweltschutz (AL) dem Aufbau einer Landesarbeitsgemeinschaft Lesbenpolitik, deren Sprecherin sie fast zehn Jahre war.
Auf der Bundesebene war sie von 1997 bis 2005 Sprecherin der Bundesarbeitsgemeinschaft Lesbenpolitik. In dieser Zeit wirkte sie vor allem intensiv an der Umsetzung und Verabschiedung des Lebenspartnerschaftsgesetzes mit, das im August 2001 in Kraft trat.
Von 1997 bis 2001 war sie frauenpolitischen Sprecherin und Mitglied des Berliner Landesvorstandes. Ab 2003 arbeitete sie als Geschäftsführerin des grünen Kreisverbandes Friedrichshain-Kreuzberg. Am 17. September 2006 wurde sie für Bündnis 90/Die Grünen über den Listenplatz 15 in das Berliner Abgeordnetenhaus gewählt.
Bei der Bundestagswahl 2009 kandidierte sie auf der Berliner Landesliste der Grünen auf Platz 5 sowie als Direktkandidatin im Wahlkreis Berlin-Neukölln. Bei den Wahlen zum Berliner Abgeordnetenhaus 2011 kandidierte sie auf Listenplatz 19 sowie als Direktkandidatin im Wahlkreis Neukölln 1 für Bündnis 90/Die Grünen. Sie gewann den Wahlkreis mit einem Ergebnis von 32,8 Prozent und zog damit direkt in das Berliner Abgeordnetenhaus ein. Zur Wahl zum Abgeordnetenhaus von Berlin 2021 trat Kofbinger nicht erneut an.

## Privates
Seit Mai 2007 lebt sie in Lebenspartnerschaft mit der Reisebürounternehmerin Anja Kofbinger, geborene Lippold.